# Монастырь Давидовица
Монастырь Давидовица (серб. Манастир Давидовица) в честь Богоявления — монастырь Милешевской епархии Сербской православной церкви в общине Приеполе Златоборского округа Сербии.

## История
Монастырь является задужбиной жупана Димитара Неманича, принявшего монашеский постриг с именем Давид. В Дубровницком архиве сохранился договор между Давидом и мастером Десиной де Риса о постройке церкви. Монастырь несколько раз подвергался нападениям турок. В XVIII веке монастырь был разрушен и оставлен в ходе Великого переселения сербов.
В июне 1996 года начались работы по восстановлению храма. В 1997 году были проведены археологические раскопки. 21 сентября 1998 года обновлённый храм был освящён патриархом Сербским Павлом.

## Архитектура
Монастырь храм построен в рашском стиле и представляет собой однонефную церковь, увенчанную куполом, с полукруглой апсидой и притвором. С южной и северной сторон к храму пристроены прямоугольные однокупольные приделы.
В храме сохранились фрагменты фресок, написанных в 80-х годах XIII века.